# Maria Teresa de Bourbon-Duas Sicílias
Maria Teresa de Bourbon-Duas Sicílias (em italiano: Maria Teresa Maddalena di Borbone-Due Sicilie; Zurique, 15 de janeiro de 1867 — Cannes, 1 de março de 1909), foi uma Princesa das Duas Sicílias, a primeira esposa do príncipe Guilherme e Princesa Consorte de Hohenzollern-Sigmaringen de 1905 até sua morte. Era a única filha do príncipe Luís, Conde de Trani e de sua esposa, a princesa Matilde Luísa da Baviera.

## Biografia
Quando Maria Teresa nasceu, sua família já estava vivendo em exílio, devido à Unificação Italiana.
Ela se casou com o príncipe Guilherme de Hohenzollern-Sigmaringen. O casal viveu primeiro em Berlim, onde Guilherme serviu como comandante de infantaria. Eles tiveram três filhos:
- Augusta Vitória de Hohenzollern-Sigmaringen (1890-1966)
- Frederico Vítor de Hohenzollern-Sigmaringen (1891-1965)
- Francisco José de Hohenzollern-Sigmaringen (1891-1964)

Desde sua infância, Maria Teresa sofria de uma doença na medula espinhal, a qual seria diagnosticada, hoje, como esclerose múltipla. A partir de 1905, a doença ficou mais aguda, e de nada serviu o período de cura termal, em que ela passou a viajar a Bad Tölz no verão e a Cannes no inverno. A paralisia chegou ao ponto de não deixá-la se alimentar mais por conta própria. Sua mãe ficou próxima de Maria Teresa em todo os momentos.
Foi sepultada em Sigmaringen. Em 1915, o príncipe Guilherme casou-se de novo.